# ハイサワー
ハイサワーとは、博水社（本社：東京都目黒区）が1980年に、日本で初めてサワータイプのびん入り焼酎割り飲料として発売した割り用飲料であり、同社の登録商標。正式商標登録名はわが輩（ハイ）が作ったサワー」という意味からネーミングした輩サワー。
発売当時、居酒屋において酒と言えば日本酒・ウイスキー・ビールしかない時代に、日本ならではの焼酎をベースにしたカクテル用の割り用飲料として開発。イタリア産のレモン果汁に、炭酸とガムシロップを配合している。

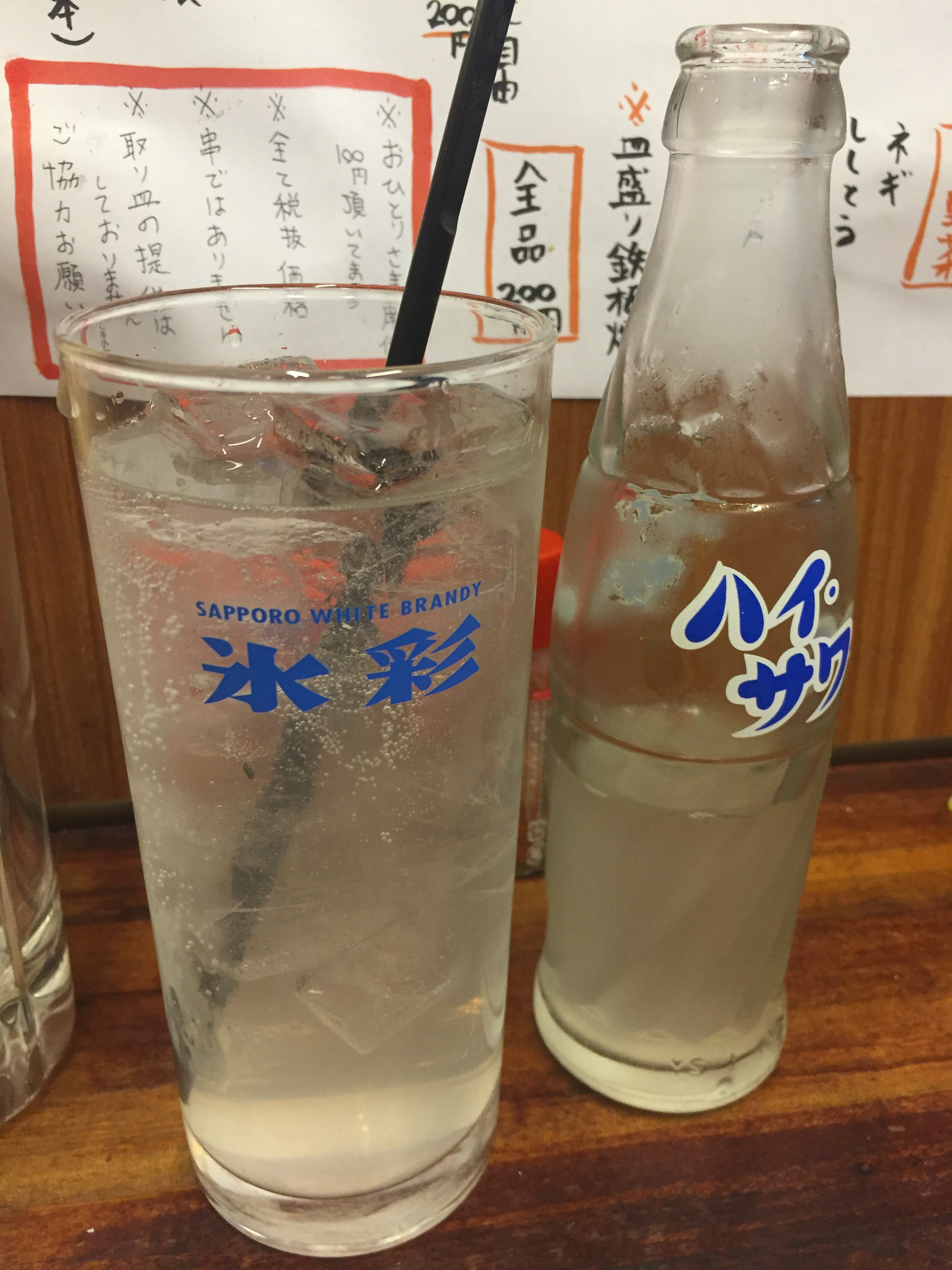
ハイサワーの画像

## 日本のサワー文化のパイオニア
- 居酒屋などで「サワー」といえば、焼酎をベースにしたメニューの一般名称だが、もともとの語意は広辞苑よれば「ウイスキーやジンなどの蒸留酒にレモンなどを加えたカクテル」のこと。日本で焼酎割りのことを「サワー」や、時には「○○ハイ」などと呼ぶのが一般的だが、これは「ハイサワー」の貢献が大きいとされている。
- 1980年に「ハイサワー」が居酒屋に登場し、博水社の本社がある目黒からその人気が広がり、東京、そして関東一円に広がっていった。同社の営業マンがお客様に「はい（ハイ）！サワーです」と勧めたことで、焼酎を割ったもののことをサワーと認識され、これが広まったことが大きな影響を与えている。

## ハイサワーガール
- 初代 野村瑠里 （2006年～2010年）
- 2代目 三井ゆうこ （2010年8月3日（ハイサワーの日）～ 2012年）
- 3代目 上条彩香 (2012年～2014年4月）
- 4代目 逢沢きよ（2014年5月～）

## 博水社の軌跡

### 開発の背景
- 昭和30年代ぐらいまで、大手飲料メーカーや、コカ・コーラなど外資系が本格参入する前の日本の清涼飲料業界の創成期は、ラムネやサイダーなどの炭酸飲料や低果汁の飲料がほとんどで、需要は夏季シーズンに偏っていた。博水社は年間を通じた商品展開を考え、約40年前に焼酎で割るビールテイストの飲料の開発に着手。しかし開発に6年間を費やしたために原料メーカーが倒産。実際には製造することができず[要出典]、大きな衝撃を受けたという。
- そんな時、海外のカクテルにヒントを得て「日本のカクテルを作ろう！」と発想を大きく転換、開発されたのがレモンと炭酸、ガムシロップを加えた「ハイサワー」であった。

### 居酒屋を一軒ずつ開拓
- 博水社の当時の営業マンは、わずか数名しか在籍していなかった。サンプル用に1ケースとポスターを持参して居酒屋を一軒ずつ回り「ハイ！サワーです」と勧めて歩いていた。
- はじめは「焼酎を炭酸とレモンで割るなんて！」と驚かれたものの、レモンと炭酸の爽快感と、おいしさから口コミで広がっていった。

### 「わるならハイサワー」
- 瞬く間にハイサワーの人気に火がつき、居酒屋の定番メニューとして定着。この人気を支えるためにテレビなどで積極的な広告展開を開始。「わるならハイサワー」のインパクトのある広告を展開していった。過去には「サワー祭り」なども開催していた。

### 居酒屋から家庭まで進出
- 200mlリターナブルびんをメインにし居酒屋の定番メニューから、家庭に進出したのは1985年に生産解禁となったPETボトルでの商品化が大きく貢献している。家庭の主婦が、居酒屋などで飲用経験のある人の勧めから、スーパーで購入する姿が一般的に広まった。
- PET樹脂によるキャップを導入したのは、業界で博水社が初。「金属製のキャップでは危険性があり、安全性を考えて先鞭をつけた」（同社談[要出典]）。
- このPETボトルは、軽い、透明、そして何度も栓を開け、締められる再封性などが利点。同社の商品は、通常は2～3日ほどで利用されており、これら特徴を最大限に活用した展開であった。

### 時代のニーズを受けて「ダイエット ハイサワー」
- 2008年4月に博水社の新社長に就任したのは、三代目で女性の田中秀子である。博子が2003年に社内の「アルコールを飲む人はダイエットを気にしない」などの反発の声を振り払い、陣頭指揮を執って発売したのが、「ハイサワー」の姉妹品である「ダイエット ハイサワー」。
- 近年、話題のメタボ対策や、高まるダイエット志向を受けて、着実に売り上げを伸ばしている。
- 「ハイサワー」は業務用の200mlリターナブルびん、家庭用の1ℓPETボトル、360mlびんなどアイテムが拡充され、またメニューバリエーションも、メインのレモン、グレープフルーツ、青りんごなど、大きく広がっている。

## エピソード
- 2009年9月5日放映のタモリ倶楽部が博水社の社内宴会をネタにし、タモリ倶楽部の酒呑み企画の常連である眞鍋かをり、井筒和幸とともに製品を呑み比べた。社長のジャズ熱唱や社員の詩の朗読など、宴会芸も披露された。